# Miconia
Genre
Classification phylogénétique
Synonymes
Miconia est un genre de plantes à fleurs de la famille des Melastomataceae. Il comprend actuellement environ 1900 espèces de plantes originaires des régions tempérées chaudes et tropicales d'Amérique. Depuis 2018, de gros changements dans cette famille concernant la tribu Miconiaea ont eu lieu. Les analyses génétiques ont montré que de nombreux genres jusqu'ici mal circonscrits, conduisaient artificiellement à rendre le genre Miconia paraphylétique.
La plupart des espèces sont des arbustes et des arbres atteignant jusqu'à 15 m de hauteur. Les feuilles sont opposées, pétiolées, à 5 à 7 nervures, couvertes en dessous d'un léger duvet tomenteux ; les fleurs sont petites, blanches, disposées en thyrse avec un calice membraneux à 5 dents, à corolle à 5 pétales oblongs ou ovales, à 10 étamines. Le fruit est une baie rouge, pourpre ou violacée.
Miconia est un genre contenant des espèces envahissantes, de celles qui font que de nombreuses espèces sont menacées par la destruction de leur habitat dans leur aire naturelle et que certaines semblent être au bord de l'extinction. Ainsi, M. calvescens est un facteur de déclin et peut-être même d'extinction d'autres zones d'implantation : elle est devenue une mauvaise herbe très envahissante sur un certain nombre d'îles du Pacifique où il a été introduit comme Hawaï, les îles Galápagos et Tahiti. Il est souvent appelé la « peste pourpre » ou le « cancer vert » en référence à son habitude de pousser au-dessus des écosystèmes naturels et d'y déployer ses feuilles qui sont d'un vert éclatant au-dessus et d'un violet lumineux au-dessous.
Les fruits de Miconia sont une nourriture favorite de beaucoup d'oiseaux (M. calvescens se propage par cette méthode). Les feuilles de certaines espèces sont consommées par les chenilles de papillons de la famille des Hedylidae.

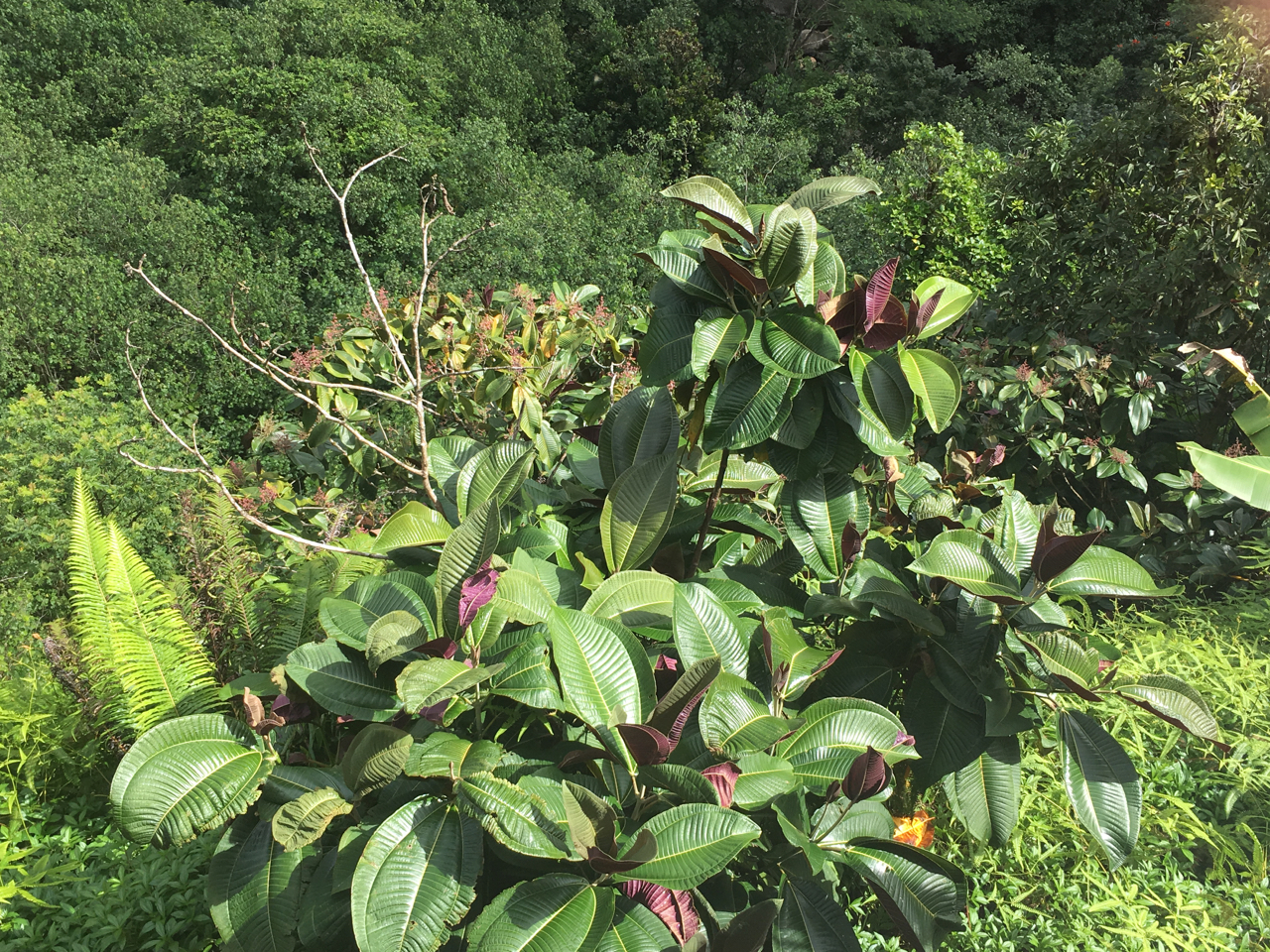
Miconia à Tahiti.

## sélection d'espèces
- Miconia abbreviata Markgr.
- Miconia agrestis (Aubl.) Baill., 1877
- Miconia alata (Aubl.) DC., 1828
- Miconia aligera Wurdack
- Miconia alpina Cogn.
- Miconia aspratilis Wurdack
- Miconia ayacuchensis Wurdack
- Miconia bailloniana J.F.Macbr.
- Miconia brevistylis Cogn.
- Miconia cacatin (Aubl.) S.S.Renner, 1989
- Miconia caesariata Wurdack
- Miconia calophylla (D.Don) Triana
- Miconia calvescens DC.
- Miconia castrensis Wurdack
- Miconia ciliata (Rich.) DC.
- Miconia coriacea (Sw.) DC.
- Miconia crenata (Vahl) Michelang.
- Miconia demissifolia Wurdack
- Miconia dependens (Pav. ex D. Don) Judd & Majure, 2018
- Miconia floccosa Cogn.
- Miconia glyptophylla Wurdack
- Miconia griffisii J.F.Macbr.
- Miconia hexamera Wurdack
- Miconia lachnoclada Wurdack
- Miconia longifolia (Aubl.) DC., 1828
- Miconia mayeta (D.Don) Michelang., 2017
- Miconia mirabilis (Aubl.) L.O. Williams, 1963
- Miconia monzoniensis Cogn.
- Miconia papillosa (Desr.) Naudin
- Miconia pausana Wurdack
- Miconia penningtonii Wurdack
- Miconia poecilantha L.Uribe
- Miconia prasina (Sw.) DC., 1828
- Miconia racemosa (Aubl.) DC., 1828
- Miconia rubra (Aubl.) Mabb., 2017
- Miconia rufescens (Aubl.) DC., 1828
- Miconia setulosa Cogn.
- Miconia thaminantha Wurdack
- Miconia tococo Michelang.
- Miconia tomentosa (Rich.) D.Don

## Liste des espèces
Selon GBIF (7 septembre 2024) :